# John Renbourn

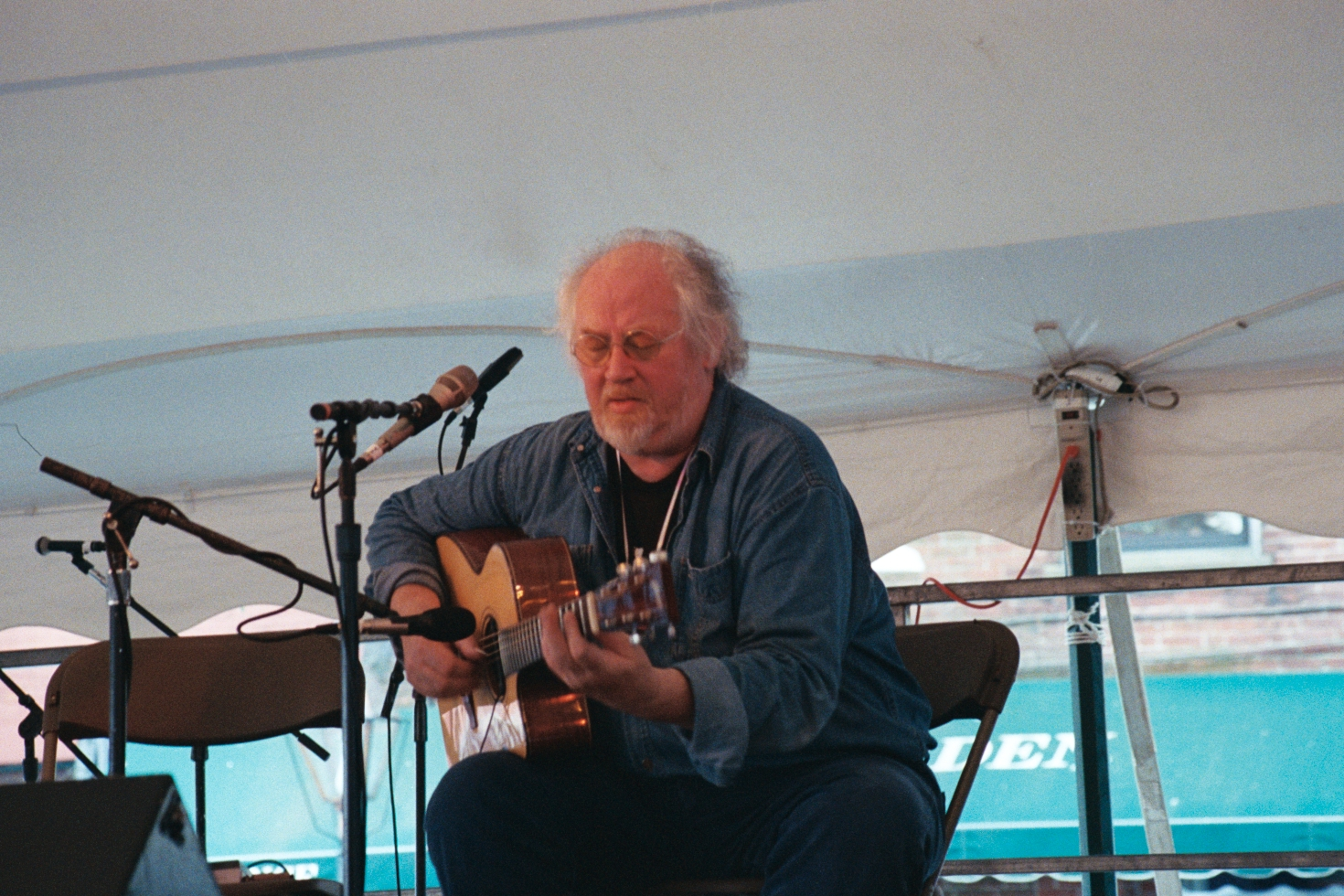
John Renbourn 2005 in New Bedford

John Renbourn (Marylebone, Londen, 8 augustus 1944 – Hawick, 26 maart 2015) was een Brits gitarist en songwriter. 
Renbourn is wellicht het best bekend voor zijn samenwerking met gitarist Bert Jansch en zijn werk met de folkgroep Pentangle, hoewel hij een solocarrière onderhield, zowel vóór, tijdens en na het bestaan van die band (1967-1973). Terwijl hij het meest bestempeld was als een folkmuzikant, was de muzikale smaak van Renbourn ook gericht op oude muziek, klassieke muziek, blues en wereldmuziek. Zijn belangrijkste album, Sir John Veel (1968), bevat liederen uit het middeleeuwse tijdperk.  

## Loopbaan
John Renbourn studeerde klassieke gitaar op school en het was tijdens deze periode dat hij werd geïntroduceerd in de oude muziek. In de jaren 50 werd hij, samen met veel anderen, beïnvloed door de muzikale uitstraling van "Skiffle" en dit leidde hem uiteindelijk naar kunstenaars zoals Lead Belly, Josh White en Big Bill Broonzy. 
In de jaren 60 was de nieuwe trend in de populaire muziek rhythm-and-blues, waar ook de impact van Davey Graham werd gevoeld. In 1961 toerde Renbourn in het zuidwesten met Mac MacLeod en herhaalde de tour in 1963. Toen zij terugkeerden uit het zuidwesten maakten Renbourn en MacLeod een demotape. Renbourn speelde kort in een R & B-band tijdens hun studies aan het Kingston College of Art in Londen.  Hoewel de Britse "Folk Revival" was begonnen, waren de meeste folkclubs bevooroordeeld ten opzichte van traditionele, niet-begeleide volksliederen, en gitaarspelers werden niet altijd welkom geheten. Echter, de Roundhouse in Londen had hier een meer tolerante houding en John Renbourn is hier gaan samenwerken met blues- en gospelzangeres Dorris Henderson, hij speelde gitaar en nam twee albums met haar op. 
Rond 1963 had Renbourn een ontmoeting met gitarist Bert Jansch, die op bezoek was in Londen vanuit Edinburgh, en samen ontwikkelden ze een ingewikkelde stijl die bekend raakte als folk barok.  Hun album Bert and John is een mooi voorbeeld van hun spel. Rond deze tijd begon Renbourn ook te spelen met Jacqui McShee, die traditionele Engelse volksliedjes zong. Samen met Bert Jansch, bassist Danny Thompson en drummer Terry Cox begonnen zij met Pentangle. De groep werd zeer succesvol, en toerde in Amerika in 1968, en trad op in de Carnegie Hall en op het Newport Folk Festival. 
Renbourn ging een paar solo-albums opnemen in de jaren 1970 en 1980. Veel van de muziek is gebaseerd op traditioneel materiaal met een Keltische invloed, verweven met andere stijlen. Hij werkte ook samen met de Amerikaanse gitarist Stefan Grossman in de late jaren 70, en nam twee albums met hem op. In het midden van de jaren 80 ging Renbourn terug naar de universiteit om een graad in componeren te behalen. Sindsdien heeft hij zich hoofdzakelijk gericht op het schrijven en spelen van klassieke muziek.  
In 2005 ging hij op tournee in Japan (zijn vijfde Tour in dat land) met Tokio Uchida en Woody Mann . In 2006 speelde hij nog op een aantal podia in Engeland, waaronder optredens met Robin Williamson en met Jacqui McShee. In hetzelfde jaar werkte hij aan een nieuw solo-album samen met Clive Carroll. 
John Renbourn overleed op 70-jarige leeftijd in zijn huis in Schotland aan een hartaanval.

## Discografie

### Solo-albums
- John Renbourn (1965)
- Another Monday (1967)
- Sir John Alot of Merry Englandes Musyk Thynge and ye Grene Knyghte (1968)
- The Lady and the Unicorn (1970)
- Faro Annie (1971)
- So Clear (1973)
- Heads and Tails (1973)
- The Guitar of John Renbourn (1976, uitgebracht in  2005, als The Guitar Artistry of John Renbourn)
- The Hermit (1976)
- The Black Balloon (1979)
- One Morning Very Early (1979)
- Enchanted Garden (1980)
- The Nine Maidens (1986)
- Shines Bright (1987)
- Folk Blues of John Renbourn (1988)
- Medieval Almanac (1989)
- Will the Circle Be Unbroken (1995)
- Lost Sessions (1996)
- Traveller's Prayer (1998)

### Groepsalbums
met The John Renbourn Group
- A Maid in Bedlam (1977)
- The Enchanted Garden (1980)

met Ship of Fools
- Ship of Fools (1988)

### Samenwerking met
Dorris Henderson
- There You Go (1965)
- Watch the Stars (1967)

met Stefan Grossman
- Live In (1978)
- John Renbourn and Stefan Grossman (1978) (*)
- Under the Volcano (1979)
- The Three Kingdoms (1986)

met Bert Jansch
- Bert and John (1966)
- After The Dance (1992)

met Bert Jansch en Conundrum
- Thirteen Down (1979)

### Compilaties
- The Essential Collection Vol 1: The Soho Years (1986)
- The Essential Collection Vol 2: The Moon Shines Bright (1987)
- Essential John Renbourn (1992)
- Collection (1995)
- Definitive Transatlantic Collection (1998)
- Nobody's Fault But Mine: An Anthology

### Live-albums
- Live in America (1981) - The John Renbourn Group
- Live ... In Concert (1984) - John Renbourn and Stefan Grossman
- Wheel of Fortune (1993) - John Renbourn and Robin Williamson
- Live In Italy (2006)

### Dvd's
- Rare Performances 1965 - 1995 (2004)
- In Concert (2004)